# Прове, Иван Карлович
Иван (Иоганн) Карлович Прове (1833—1901) — русский промышленный деятель и благотворитель; купец первой гильдии, потомственный почётный гражданин (1887), коммерции советник (1892).

## Биография
Родился в 1833 году в городе Торн на границе Пруссии и Царства Польского. В конце 1830-х годов семья переехала в Москву, где её члены занялись предпринимательской деятельностью.
В начале 1850-х годов Прове начал сотрудничество с Людвигом-Иоганном (Львом Герасимовичем) Кнопом (1821—1894), основателем торгово-промышленной фирмы «Людвиг Кноп». Иван Карлович участвовал в создании на острове Кренгольм реки Нарвы крупнейшего в то время в России текстильного предприятия — Кренгольмской мануфактуры и записался в первую гильдию нарвского купечества. В 1865 году он стал заведующим делами и совладельцем Торгового дома «Людвиг Кноп», а с 1869 года, перейдя в московское купечество, заведовал московской конторой этой компании. В 1883 году Прове стал директором правления Товарищества Кренгольмской мануфактуры и возглавлял работу правления Товарищества до своей смерти в 1901 году.
Иван Прове являлся одним из очень богатых предпринимателей в России. Был председателем и членом правлений многих промышленных предприятий. Состоял в советах Русско-Китайского и Московского купеческого банков, являлся членом правления Московского страхового от огня общества. За своё трудолюбие и порядочность снискал авторитет в кругах московских купцов и биржевиков. Занимался общественной деятельностью — избирался членом Московского коммерческого суда, выборным Московского купеческого сословия, членом Московского отделения Совета торговли и мануфактур, гласным Московской городской думы. Также занимался благотворительностью — был членом совета Елизаветинского благотворительного общества, учредителем благотворительного общества при московской Басманной больнице, в 1898—1901 годах состоял членом-учредителем в Комитете по строительству Музея изящных искусств имени императора Александра III, для создания которого жертвовал большие средства.
Умер 23 января 1901 года в Москве. Был похоронен на Немецком кладбище рядом с родителями и женой — Эмилией Ивановной, скончавшейся в 1887 году.

### Семья
У Ивана Карловича Прове было шестеро детей:
- сын Иоганн-Карл — умер в молодости;
- сын Роман (Рудольф) (1860—1939) — эмигрировал с семьей в Германию;
- сын Кирилл (Карл) (1864—после 1925) — выселенный из семейного особняка, ютился в квартире на Спиридоньевке, 16; работал в издательстве, позже эмигрировал к брату;
- сын Федор (1872—1932) — известный нумизмат, живший в Бобровом переулке, 1, лишился помещений для библиотеки и хранения коллекции монет, был вынужден начать распродажу своей коллекции. В 1927 году двух его старших сыновей признали английскими шпионами и приговорили к высшей мере наказания, а Федора Ивановича с женой, третьим сыном Федором — выслали в Казахстан. После возвращения в 1931 году в Москву, с женой поселились у дочери Марии. Умер от опухоли мозга.
- сёстры Адель-Луиза (в замужестве Калиш, 1872—1940) и Эмилия-Ядвига (в замужестве Миндер, 1860—1931), как члены семьи изменников родины, с 1927 года отбывали ссылку со своими семьями в Нижнем Новгороде.

## Недвижимость
Во время своей деятельности Прове стремился к приобретению недвижимости в Москве, и к концу XIX столетия в собственности его и его семьи были:
- Басманная Новая, 16 — особняк;
- Басманная Новая, 22 — усадебный комплекс;[3]
- Басманная Старая, 17 — усадьба;
- Лукьянова, 7 — городская усадьба (архитектор — А. Э. Эрихсон);
- Черкасский Большой, 2 — правление товарищества ситценабивной мануфактуры «Эмиль Циндель».

После Октябрьской революции наследники Прове лишились состояния, а принадлежавшие им особняки, многоквартирные дома и имения были реквизированы.